# Johannes Bosboom
Johannes Bosboom, född 18 februari 1817 i Haag, Nederländerna, död där 14 september 1891, var en nederländsk konstnär.
Bosboom har främst utfört interiörbilder av kyrkor, men även lador och dylikt i klassisk holländsk stil. Hans akvareller och teckningar har ansetts som mer framstående än hans oljemålningar.
Bosboom studerade måleri för Bartholomeus van Hove. Han utförde studieresor till Rhenflodens dalgång och till Frankrike. En inspirationskälla för hans senare realistiska målningar var Jean-François Millet. Tillsammans med andra konstnärer bildade Bosboom den första generationen av den så kallade Haagskolan.

## Galleri

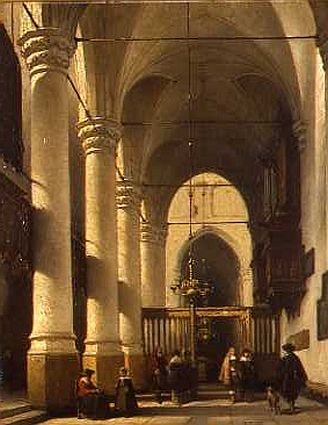
Bakenesserkerk (1870)
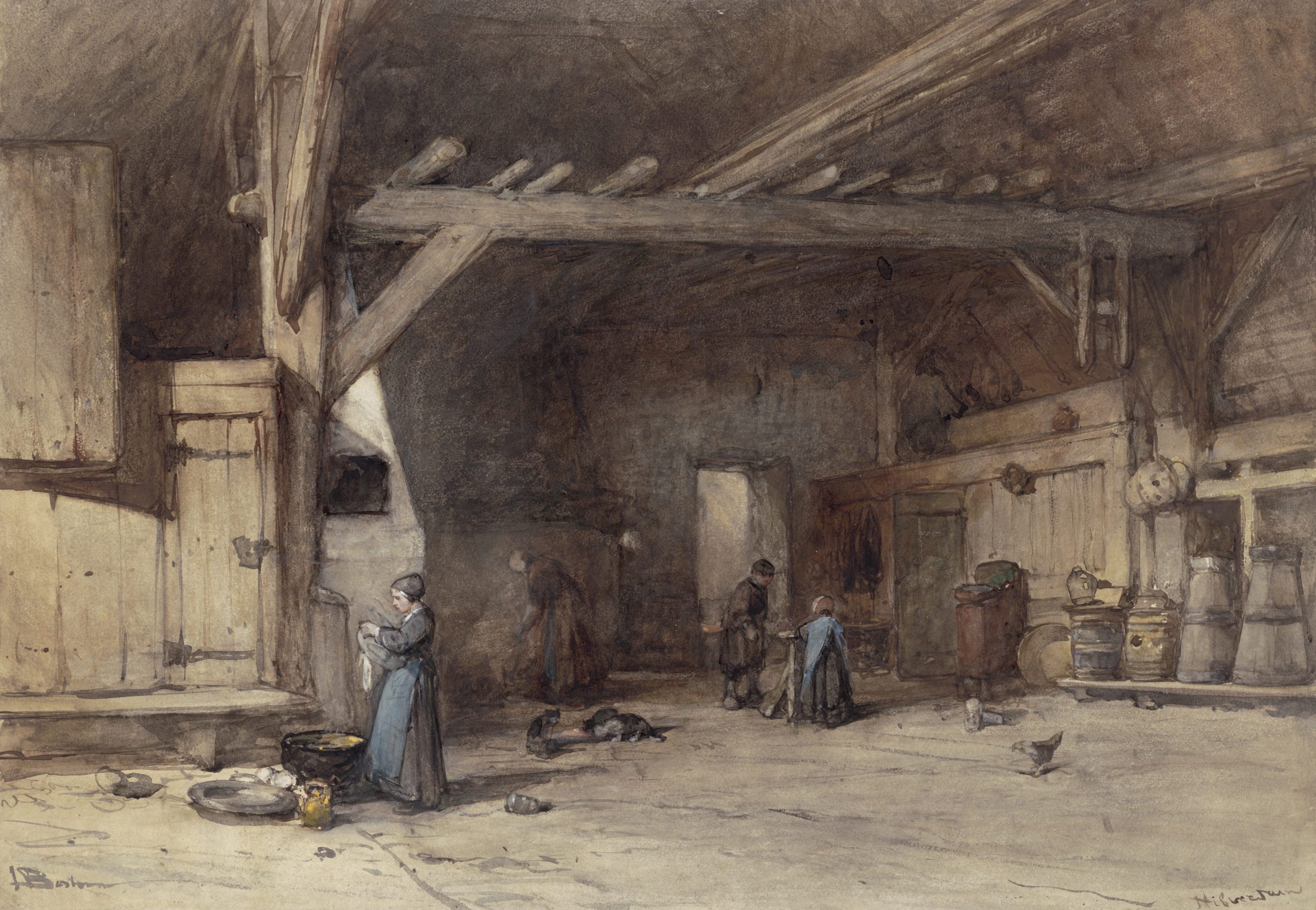
Interieur van een boerendeel bij Hilversum
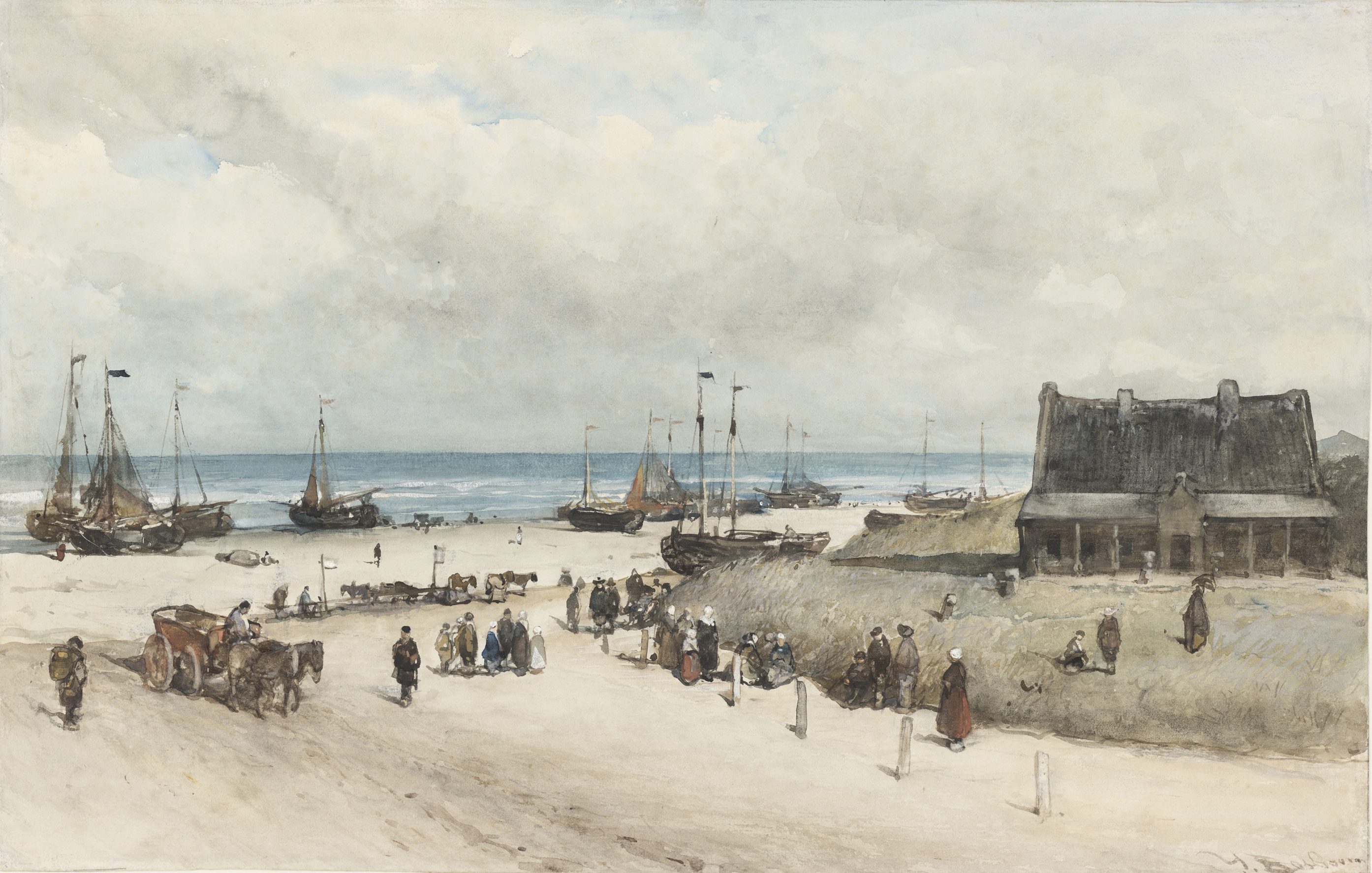
Het strand te Scheveningen
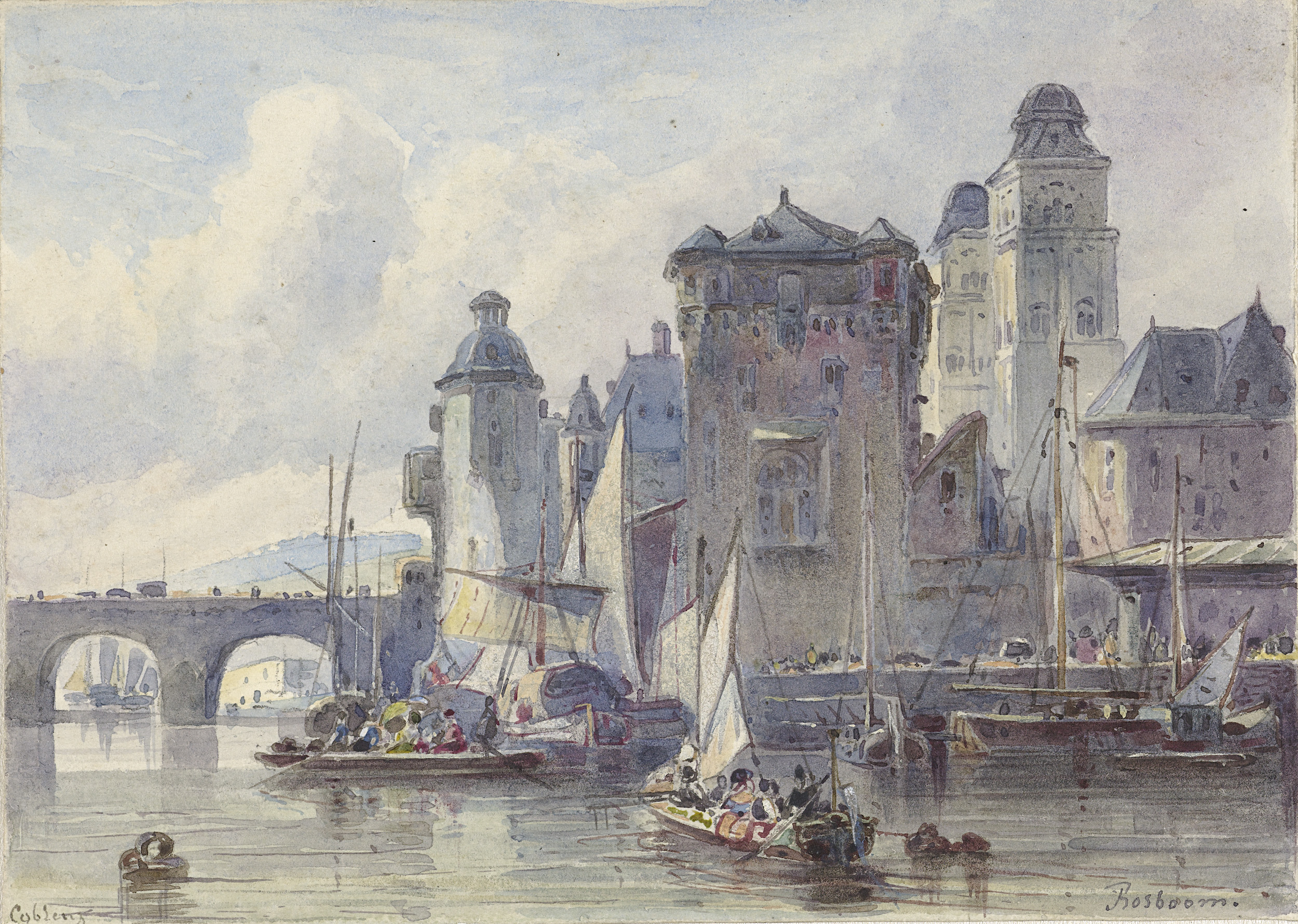
Gezicht te Koblenz
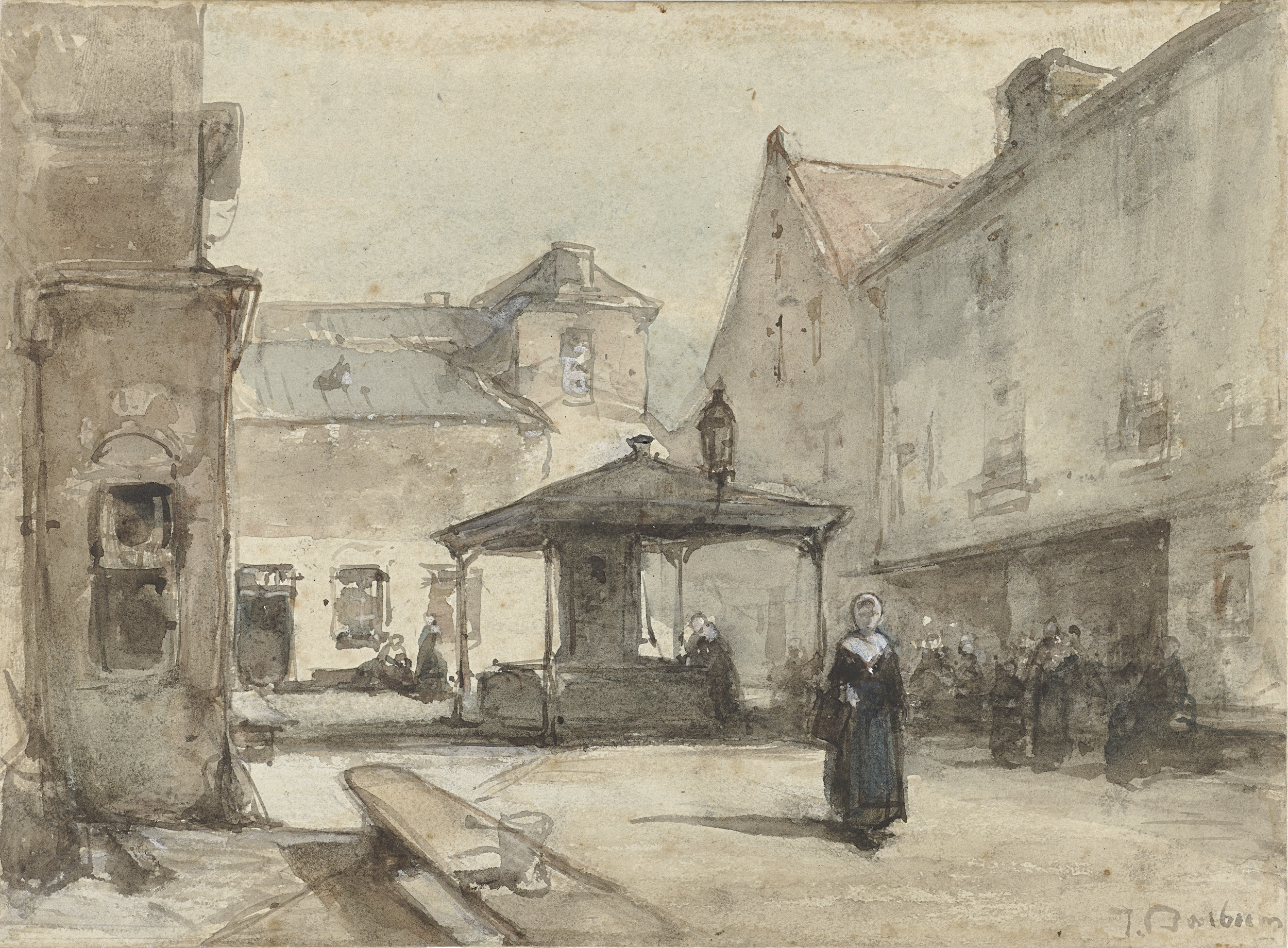
Stadspleintje
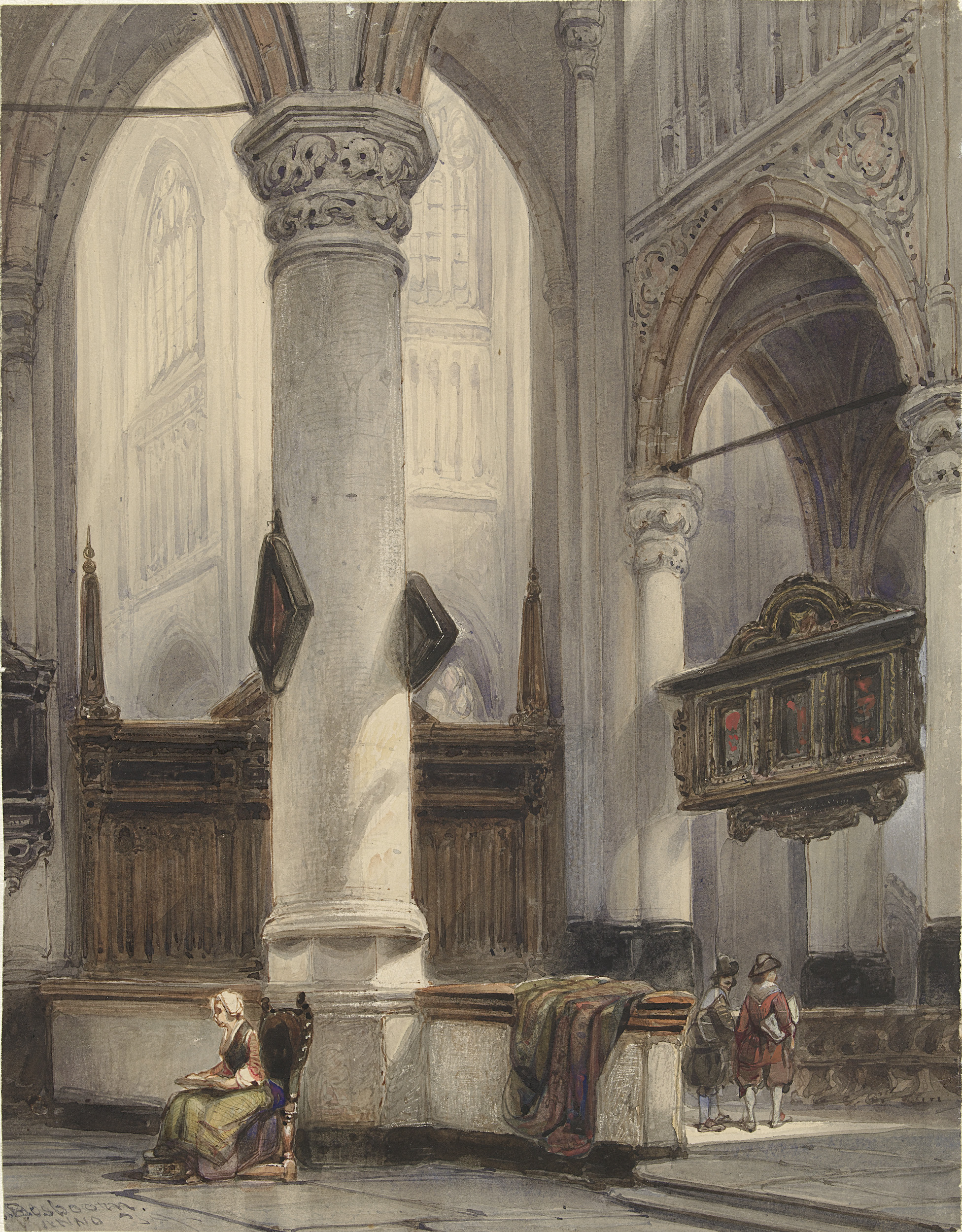
Interieur van de Nieuwe Kerk te Delft